# Aljaž Dvornik
Aljaž Dvornik, slovenski alpski smučar, * 7. avgust 1995. 
Dvornik je bil član kluba SK Dvornik Transport. Nastopil je na svetovnih mladinskih prvenstvih v letih 2014, 2015 in 2016, ko je dosegel svojo najboljšo uvrstitev z desetim mestom v veleslalomu, leta 2014 je osvojil zlato medaljo na ekipni tekmi. Na svetovnih prvenstvih je nastopil edinkrat leta 2021 v Cortini d'Ampezzo, kjer je bil 11. na ekipni tekmi in 19. v slalomu. V svetovnem pokalu je tekmoval sedem sezon med letoma 2014 in 2021. Debitiral je 9. marca 2014 na slalomu za Pokal Vitranc v Kranjski Gori. Skupno je devetnajstkrat nastopil v svetovnem pokalu, šestnajstkrat v slalomu in trikrat v veleslalomu, nikoli se mu ni uspelo uvrstiti v drugo vožnjo. V sezoni 2013/14 je postal slovenski državni prvak v slalomu.